# Friederike Walke
Friederike Walke (* 12. Dezember 1984 in Magdeburg) ist eine deutsche Schauspielerin und Sprecherin. Sie ist die Tochter von Michael Walke und Zwillingsschwester von Marie-Isabel Walke.

## Leben
Während ihres Studiums an der Hochschule für Schauspielkunst Ernst Busch in Berlin spielte sie im bat-Studiotheater in Was ihr wollt und 2006 im Nibelungenprojekt als Sieglinde in der Walküre mit. Im Deutschen Theater Berlin hatte sie Auftritte in den Stücken Tod eines Handlungsreisenden und Kasimir und Karoline. Für die Brechttage 2005 und den Workshop In Ketten tanzen des Literarisches Colloquium Berlin war sie als Sprecherin tätig.
Friederike Walke ist seit der Spielzeit 2007/2008 Mitglied des Hans-Otto-Theaters in Potsdam und spielt in Veronika beschließt zu sterben, Die Jüdin von Toledo, Krankheit der Jugend sowie in Filumena Marturano.

## Synchronrollen (Auswahl)
Kara Killmer
- seit 2014: Chicago P.D. als Sylvie Brett
- seit 2014: Chicago Fire als Sylvie Brett
- 2018: Sleeper als JJ (Jennifer Jones)

### Filme
- 2013: Alles eine Frage der Zeit als Kit Kat (Lydia Wilson)
- 2014: Words & Pictures – In der Liebe und in der Kunst ist alles erlaubt als Gloria (Mackenzie Cardwell)
- 2015: Birdman oder (Die unverhoffte Macht der Ahnungslosigkeit) als Annie (Merritt Wever)
- 2015: Macbeth als Lady Macduff (Elizabeth Debicki)
- 2015: Die süße Gier – Human Capital als Serena (Matilde Gioli)
- 2015: I Saw the Light als Billie Jean Jones (Maddie Hasson)
- 2015: Ricki – Wie Familie so ist als Bodhi (Cynthia J. Hopkins)
- 2015: Cinderella als Cinderella (Lily James)
- 2015: Irrational Man als April (Sophie von Haselberg)
- 2015: Pitch Perfect 2 als Universitäts-Ansager (Brea Grant)
- 2015: Playing It Cool als Cute Girl (Sarah Dumont)
- 2016: Trolls als Bridget (Zooey Deschanel)
- 2020: Underwater – Es ist erwacht als Norah (Kristen Stewart)
- 2021: Army of the Dead als Maria Cruz (Ana de la Reguera)
- 2021:  Cruella als Cruella de Vil (Emma Stone)

### Serien
- 2013–2015: Graceland als Paige Arkin (Serinda Swan)
- 2015: Heroes Reborn als Taylor Kravid (Eve Harlow)
- 2015–2020: Empire als Carol Hardaway (Tasha Smith)
- 2015–2020: Vikings als Prinzessin Gisla (Morgane Polanski)
- 2016–2019: Agatha Raisin als Gemma Simpson (Katy Wix)
- 2017–2024: Star Trek: Discovery als Sylvia Tilly (Mary Wiseman)
- 2018–2020: Chilling Adventures of Sabrina als Rosalind Walker (Jaz Sinclair)
- seit 2019: The Mandalorian als Cara Dune (Gina Carano)
- 2021–2023: Shadow and Bone – Legenden der Grisha als Nina Zenik (Danielle Galligan)
- 2022: She-Hulk: Die Anwältin als Jennifer Walters / She-Hulk (Tatiana Maslany)
- 2022: Der Herr der Ringe: Die Ringe der Macht als Königin Regentin Míriel (Cynthia Addai-Robinson)

### Videospiele
- 2017:  Assassin’s Creed Origins – Stimme von Cleopatra

## Kritiken
- Die Potsdamer Neueste Nachrichten vom 22. September 2007 schreibt: Herausragend spielt Friederike Walke, ein Neuzugang am Theater, die Schwester Esther, mit klarer Diktion und weiser Zurückhaltung. Sie hat als einzige in diesem Irrenhaus der entfesselten Machtpolitiker und Krieger den Durchblick.[2]
- Der Oranienburger Generalanzeiger schreibt im September 2007: Großartig in wohl kalkulierten Auftritten ist Friederike Walke als Rachels Schwester Esther, die die Tragödie von Anfang an verhindern will und damit keine Chance hat.[2]

## Hörbücher
- Disney Prinzessin: Die Schöne und das Biest – Cinderella: 2 Titel in einer Box (gemeinsam mit Gabrielle Pietermann), der Hörverlag, ISBN 978-3844528879